# 福尔克岑
福尔克岑是德国莱茵兰-普法尔茨州的一个市镇。总面积1.98平方公里，总人口86人，其中男性51人，女性35人（2011年12月31日），人口密度43人/平方公里。